# Gabriel Bergson

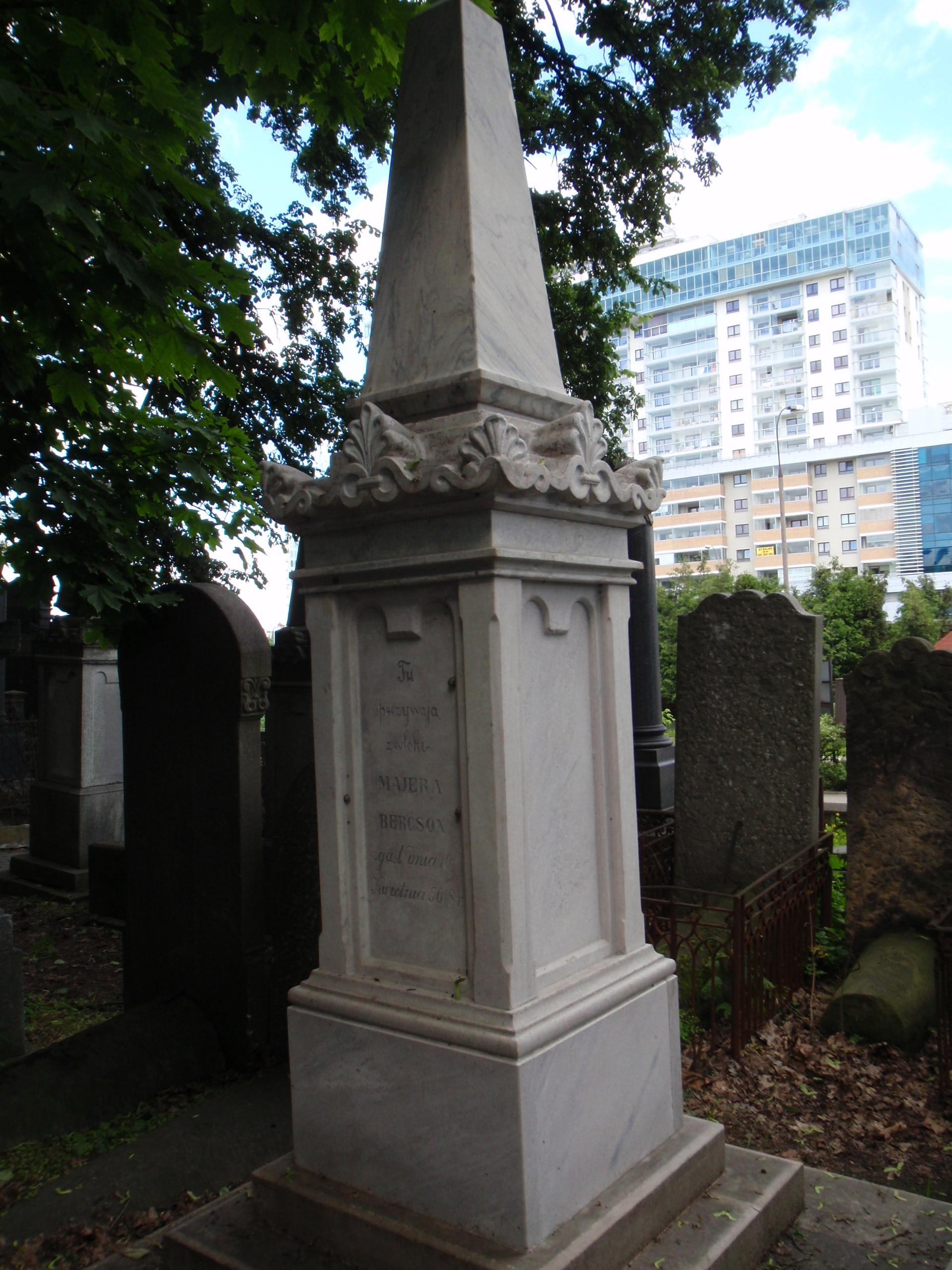
Grób jednego z synów Gabriela Bergsona, Majera, na cmentarzu żydowskim w Warszawie, kwatera 1-3-6

Gabriel Bergson (ur. 1790, zm. 9 października 1844) – polski kupiec żydowskiego pochodzenia, obywatel miasta Warszawy.

## Życiorys
Był synem Bera Sonnenberga (1764–1822) i Tamerli z domu Rosenkrantz (1758–1830), a wnukiem Szmula Zbytkowera (1727–1801). Był właścicielem domów handlowych w Warszawie i Hamburgu. Posiadał liczne nieruchomości w Warszawie, a ponadto dobra Jeżewo. 
Był dwukrotnie żonaty. Po raz pierwszy z Judytą May (ur. 1792), a po raz drugi z Franciszką Krakowską (ur. 1812). Z pierwszego małżeństwa miał sześcioro dzieci: Ludwika (1808–1857), Majera (1811–1858), Józefa (ur. 1812), Juliana (ur. 1815), Salomona Zygmunta (1817–1860) i Michała (1820–1898). Z drugiego małżeństwa miał czworo dzieci: Teresę (ur. 1835), Bernarda (1836–1838), Jakuba Adolfa vel Jamesa (ur. 1839) i Joannę vel Żanetę (ur. 1843).
Nie wiadomo gdzie został pochowany, choć z miejsca pochówku dużej części jego krewnych można ostrożnie przypuszczać, iż jest to cmentarz żydowski przy ulicy Okopowej w Warszawie. Niewykluczone, że nagrobek uległ zniszczeniu podczas II wojny światowej lub nie został dotychczas odnaleziony.